# Alicia Rodríguez Fuentes
Alicia Rodríguez Fuentes (1954) es una botánica, y profesora cubana, que desarrolló actividades académicas como profesora titular en la Facultad de Biología y Farmacia de la Universidad de La Habana, y que entre 1979 y 2005, cumplió funciones de investigación en el Jardín Botánico Nacional de Cuba.
En 2000 obtuvo un doctorado en Ciencias por la Universidad de La Habana, defendiendo su tesis: El orden Malvales en Cuba: familias Bombacaceae, Elaeocarpaceae, Sterculiaceae y Tiliaceae. Ha trabajado taxonómicamente con las familias de las cactáceas y del orden Malvales.

## Algunas publicaciones
- alicia Rodríguez Fuentes. 1980. Nueva especie del género Melochia L. para Cuba. Ci. Biol. Acad. Ci. Cuba 4: 104

- ------------------------------, j. Bisse. 1982. Estudio de algunos representantes cubanos del género Helicteres L. Rev. Jard. Bot. Nac. Univ. Habana 3(1): 17-40

- ------------------------------. 1983a. Consideraciones acerca del género Bombacopsis Pittier (Bombacaceae). Rev. Jard. Bot. Nac. Univ. Habana 4(2): 86-96

- ------------------------------. 1983b. Una nueva especie de Melochia Dill. ex Linn. (Sterculiaceae). Rev. Jard. Bot. Nac. Univ. Habana 4(2): 86-96

- ------------------------------. 1983c. Acerca de la clave de identificación de las especies del género Helicteres L. (Sterculiaceae). Rev. Jard. Bot. Nac. Univ. Habana 4(2): 161-2

- ------------------------------. 1985. Acerca del género Ayenia L. (Sterculiaceae) en Cuba. Feddes Repert. 96: 523-530

- ------------------------------. 1986. Sobre el género Melochia L. en Cuba. Rev. Jard. Bot. Nac. Univ. Habana 6(2): 47-52

- ------------------------------. 1987. Waltheria arenicola A. Rodríguez, una nueva especie para Cuba. Rev. Jard. Bot. Nac. Univ. Habana 7(2): 29-32

- ------------------------------, j. Gutiérrez. 1992. Las especies de nopales presentes en Cuba y sus especies más afines. Bol. Inst. Bot. (Universidad de Guadalajara) 1(3)

- ------------------------------. 1994. Cacti and another succulent cultivated plants, en Esquivel, M. A. Evolution and Diversity of the genetics resources of Cuba 3

- ------------------------------. 1999. Bombacaceae. En: Flora de la República de Cuba. Serie A. Plantas Vasculares. 1(3). Königstein: —6 nov 1998

- ------------------------------, j. Gutiérrez, l. Scheinvar. 1999. Dendrocereus versus Acanthocereus (Cactaceae). Bol. Inst. Bot. (Universidad de Guadalajara) 7(1-3): 85-92

- ------------------------------. 2000a. Elaeocarpaceae. En: Flora de la República de Cuba. Serie A. Plantas Vasculares. 3(3). Königstein:

- ------------------------------. 2000b. Sterculiaceae. En: Flora de la República de Cuba. Serie A. Plantas Vasculares. 3(4). Königstein:

- ------------------------------. 2000c. Tiliaceae. En: Flora de la República de Cuba. Serie A. Plantas Vasculares. 3(5). Königstein.

- ------------------------------. 2000d. El arte de cultivar plantas ornamentales tropicales. Ed. Letras Cubanas. La Habana

- ------------------------------. 2000f. El jardín Botánico Nacional, una herramienta indispensable en la educación ambiental de la población cubana. Boletín Lawen 10(3): 5-10

- ------------------------------. 2002. El desconocido mundo de los cactos cubanos. Flora y Fauna 1.: 82-84

- ------------------------------. 2003a. La influencia aborigen en la medicina popular cubana. Boletín Latinoamericano y del Caribe de Plantas Medicinales y Aromáticas 2(4): 53-55 en línea (enlace roto disponible en Internet Archive; véase el historial, la primera versión y la última).

- ------------------------------. 2003b. Hallazgos de interés sobre la morfología del “seibón de arroyo” Bombacopsis emarginata (A.Rich.) A.Robyns]. Rev. Jard. Bot. Nac. (La Habana)

- ------------------------------, léia Scheinvar. 2003c. Nueva subespecie de Opuntia streptacantha (Cactaceae) de la altiplanice mexicana. Anales del Inst. de Biología Sección Botánica 74 (2): 303-311 ISSN 0374-5511 en línea

### Libros
- cristina panfet Valdés, lutgarda gonzáles Geigel, johannes Bisse, manfred Bassler, helga Dietrich, hidelisa saralegui Boza, hagen Stenzel, alicia Rodríguez Fuentes, carlos Sánchez, rosa rankin Rodríguez, dieter h. Mai, isidro e. Méndez. 2007. Flora de La República de Cuba: Serie A. Plantas vasculares. Vol. 12. Ed. ilustrada de Koeltz Sci. Books, 266 pp. ISBN 3-906166-58-9 ISBN 978-3-906166-59-9

## Honores[2]
- Sociedad Cubana de Botánica
- Asociación Latinoamericana de Botánica
- Asociación Latinoamericana de Cactáceas y Suculentas. 1.er. Secretario, período 1990-1994.

### Distinciones[2]
- Mejor Graduado en Investigación. Facultad de Biología. 1979
- Sello forjadores del Futuro. 1981
- Premio a la Mejor Publicación. Universidad de La Habana. 1999
- Premio Nacional Academia de Ciencias de Cuba. 1999
- Distinción Talentos de Oro de la Asociación Nacional de Innovadores y Racionalizadores, 1999

- La abreviatura «A.Rodr.» se emplea para indicar a Alicia Rodríguez Fuentes como autoridad en la descripción y clasificación científica de los vegetales.[4]